# Orlovka (Kirguistán)
Orlovka (kirguís y ruso: Орловка) es una ciudad de Kirguistán perteneciente al distrito de Kemin en la provincia de Chuy.
En 2009 tenía una población de 6260 habitantes.
Fue fundada en 1910 por pobladores eslavos procedentes de diversos lugares del Imperio ruso, principalmente de Kursk, Poltava y el norte del Cáucaso. En 1930, los soviéticos establecieron aquí dos granjas colectivas, que acabaron unificándose. Adoptó estatus de ciudad en 2012. La ciudad es conocida por albergar una importante estación de esquí del entorno del Tian Shan.
Se ubica unos 10 km al suroeste de la capital distrital Kemin.